# Charles Henry Turner
Pour les articles homonymes, voir Charles Turner (homonymie) et Turner.
Charles Henry Turner (3 février 1867 - 14 février 1923) était un zoologue, enseignant  et psychologue spécialisé dans la psychologie comparée, américain connu pour ses études sur le comportement des insectes, en particulier des abeilles et des fourmis. Né à Cincinnati, Ohio, Turner a été le premier étudiant afro-américain diplômé de l'université de Cincinnati et très probablement le premier Afro-Américain à obtenir un doctorat à l'université de Chicago. Il a passé la majeure partie de sa carrière comme professeur à l'établissement d'enseignement secondaire le Sumner High School (St. Louis) (en) dans le  Missouri.

## Biographie

### Vie privée
Charles Henry Turner est né à Cincinnati, dans l'Ohio, le 3 février 1867. Il naît deux ans après la fin de la guerre civile. Ses parents, Thomas Turner et Addie Campbell, sont respectivement gardien d'église et infirmière. Il se marie avec Léontine Troy en 1886, et le couple a trois enfants. Après la mort de son épouse en 1895, Turner se remarie avec Lillian Porter Turner vers 1907 ou 1908. Ils sont mariés jusqu'à la mort de Turner, emporté le 14 février 1923 par une myocardite aiguë, à Chicago. Il est inhumé au Lincoln Cemetery à Chicago. Il est le grand-père paternel du conseiller municipal de Boston et organisateur communautaire Chuck Turner.

### Carrière académique
En 1886, Turner fait ses études secondaires à l'École Woodard, puis il s'inscrit à l'université de Cincinnati en 1886 et obtient un diplôme en biologie en 1891. Au cours de ses études de premier cycle, il est encadré par le premier psychologue comparatif et biologiste, Clarence L. Herrick. Un résumé de sa thèse de premier cycle sur la neuroanatomie des cerveaux d'oiseaux a été publié dans la revue Science en 1891,. Tuner poursuit ses études et obtient une maîtrise en 1892 à l'université de Cincinnati sous la direction d'Herrick.
Turner travaille ensuite comme instructeur assistant dans le laboratoire de biologie de l'université de Cincinnati jusqu'en 1893. Il prépare un doctorat à l'université Denison de 1893 à 1894, mais le programme est interrompu,. Il obtient un poste d'enseignant au département des sciences de l'université Clark, où il est nommé directeur du département des sciences. Le Turner-Tanner Hall de l'Université Clark est maintenant nommé en son honneur. Les sources ne parviennent pas à déterminer sa durée de service, mais on estime qu'il était à Clark entre 1893 et 1905.
Après son passage à l'université Clark, Turner a eu sa première expérience de carrière dans une école secondaire en 1906 lorsqu'il a obtenu un poste de directeur de la College Hill High School à Cleveland, Tennessee. Il a ensuite démissionné de son poste pour un poste de professeur en biologie et chimie à l'Institut normal et industriel de Haines à Augusta, en Géorgie en 1907. Pendant qu'il enseignait, il a continué à étudier le comportement des insectes. Pendant cette période, Turner a poursuivi son doctorat en zoologie à l'université de Chicago. Il a passé l'année académique 1906-1907 et l'été 1906 à travailler sur son diplôme avant d'obtenir son diplôme magna cum laude en 1907. Il était la troisième personne afro-américaine à recevoir un doctorat de l'université de Chicago. Il a été conseillé par les zoologistes Charles M. Child, Frank R. Lillie et Charles O. Whitman.
En 1908, Turner a obtenu un poste d'enseignant à la Sumner High School de Saint Louis, où il est resté jusqu'à sa retraite en 1922 en raison de problèmes de santé,. Il est difficile de savoir si Turner a choisi d'enseigner dans secondaire ou s'il n'a pas pu trouver un poste permanent dans le milieu universitaire. Entre 1893 et 1908, Turner a postulé pour un poste à l'Institut Tuskegee. Charles I. Abramson, dans son article de 2003 sur Turner pour l'American Bee Journal, affirme que Turner n'a pas pu, plutôt que n'a pas voulu, obtenir une nomination à l'université de Chicago et que le Tuskegee Institute ne pouvait pas payer son salaire.

## Contributions scientifiques
Turner a publié 49 articles sur les invertébrés, y compris "Habits of Mound-Building Fourts", "Experiments on the Color Vision of the Honeybee", "Hunting Habits of an American Sand Wasp", et "Psychological Notes on the Gallery Spider". Une grande partie de la recherche de Turner a été menée alors qu'il enseignait au lycée Sumner, période durant laquelle il a publié 41 articles, entre 1908 et sa mort. Turner a publié trois fois dans la revue Science.  Dans ses recherches, Turner est devenu la première personne à prouver que les insectes peuvent estimer les hauteurs. Il a découvert que les cafards pouvaient apprendre par essais et erreurs et que les abeilles pouvaient voir les motifs visuels. Il a cherché aussi à démontrer que ces insectes voyaient les couleurs mais ses expériences n'ont pas réussi à prouver l'existence de vision de couleurs car il a utilisé dans ce but des cartons rouges, une couleur que les abeilles ne voient pas en tant que telle. Néanmoins, dans ces expériences, il a anticipé des principes importants de l'apprentissage associatif tel que la substitution des stimuli, le fait qu'un stimulus conditionnel devient un prédicteur direct du stimulus inconditionnel.
Les travaux de Turner diffèrent de ceux de la majorité des zoologistes de son temps car il adopta une perspective clairement cognitive dans ses analyses du comportement animal. Des termes tels que 'mémoire', 'apprentissage' et 'attente' reviennent dans ses articles, publiés à une époque où la plupart de ses collègues croyaient que les animaux, et particulièrement les insectes, étaient des êtres purement guidés par des réflexes envers des stimuli extérieurs,. La vision cognitive du comportement animal émergerait beaucoup plus tard, notamment avec les travaux de Donald Griffin.
Turner a mené une grande majorité de ses recherches sur les abeilles à O'Fallon Park à North St. Louis, Missouri.

## Publications
- « A Grape Vine Produces Two Sets of Leaves During the Same Season », Science, vol. 20, no 493,‎ 1er janvier 1892, p. 39 (PMID 17753853, DOI 10.1126/science.ns-20.493.39, lire en ligne).

## Autres contributions
Outre son travail scientifique, Turner était actif dans la lutte pour obtenir des services sociaux et éducatifs pour les Afro-Américains à St. Louis, Missouri . Deux ans après sa mort, la « Charles Henry Turner Open Air School for Crippled Children » a été fondée. L'école a ensuite été renommée Turner Middle School.

## Hommages
Charles Turner a fait l'objet d'un portrait dans la bande dessinée Les Oubliés de la science de Camille Van Belle (Alisio Sciences, 2022).